# Zabraňte válkám (Antonín Ivanský)
Zabraňte válkám, nazývaná také Vietnam, je exteriérová reliéfní plastika a pomník v ostravském městském obvodu Michálkovice. Dílo vytvořil akademický sochař Antonín Ivanský.

## Historie a popis díla
Zabraňte válkám se nachází na ulici Československé armády u Dolu Michal a Michalského náměstí v Michálkovicích. Dílo vytvořené z litého betonu bylo odhaleno v roce 1959. Reliéf vystupuje ze zadního lichoběžníhového bloku téměř celým objemem oděných postav a tedy působí i dojmem plastiky. Sousoší ženy s dítětem v pravé ruce je „dynamická“ kompozice vytvořená v duchu socialistického realismu, která připomíná hrůzy války. Žena kleká levou nohou na kámen a zvedá levou ruku v gestu ochrany dítěte (nebo bránění válce). Určitým znejistěním může být kontrastní mimika obou postav vzhledem k námětu díla, které se jakoby usmívají. Dílo také barevně vyniká v kontrastu okolní zeleně a červené zdi na pozadí. Na plastice je v dolní části nápis:
| „ | Zabraňte válkám | “ |

### Rozměry díla
Podle:
| Výška sochy       | 2,80 m |
| Výška celého díla | 3,80 m |

## Další informace
Zmenšenina díla vytvořená z laminátu je ve vstupní hale ZŠ ve Frýdlantě nad Ostravicí (1983) a také v Památníku ostravské operace v Hrabyni (80. léta 20. století).[zdroj?]

## Galerie

Sochy u stěny budovy Dolu Michal
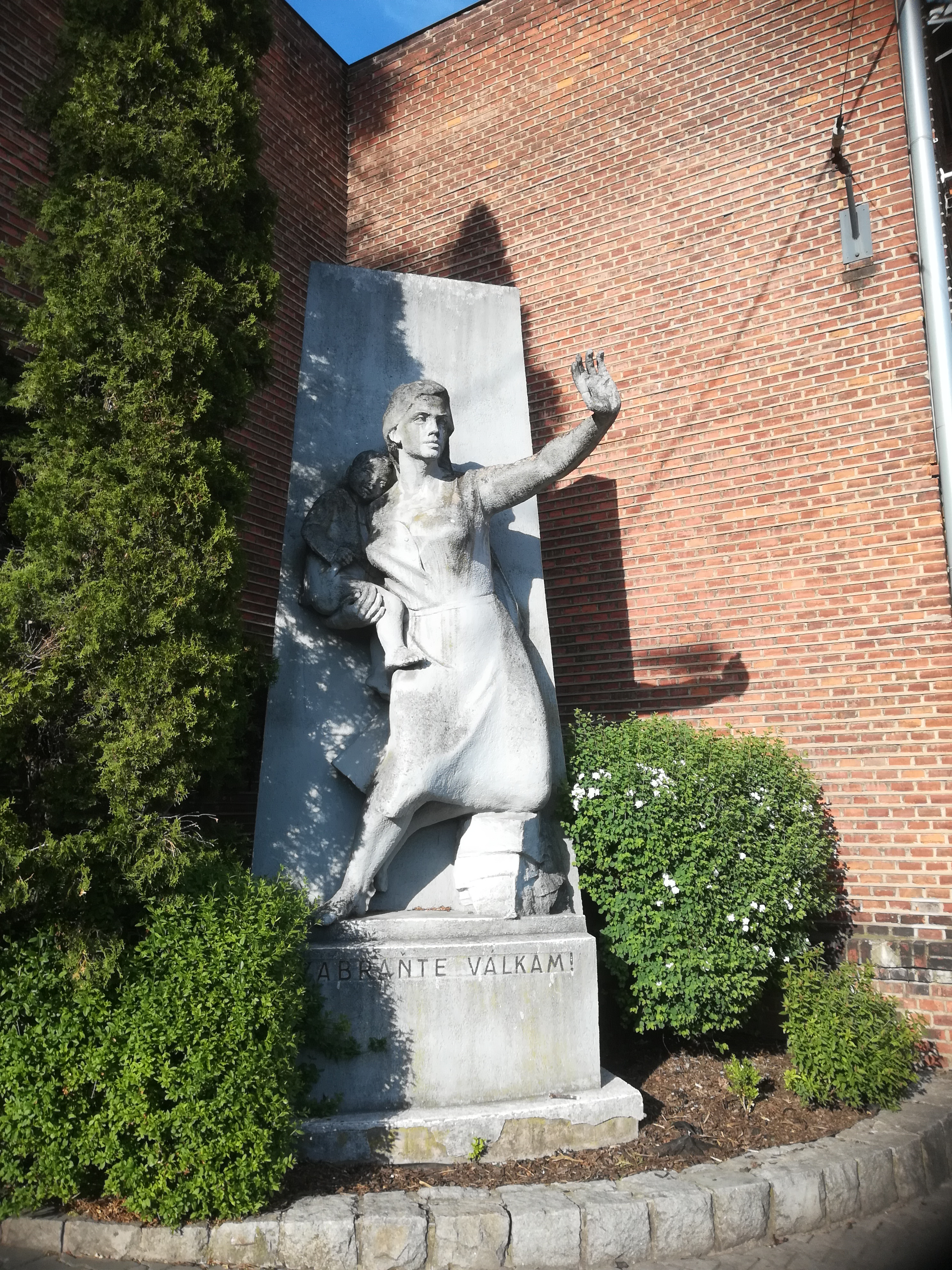
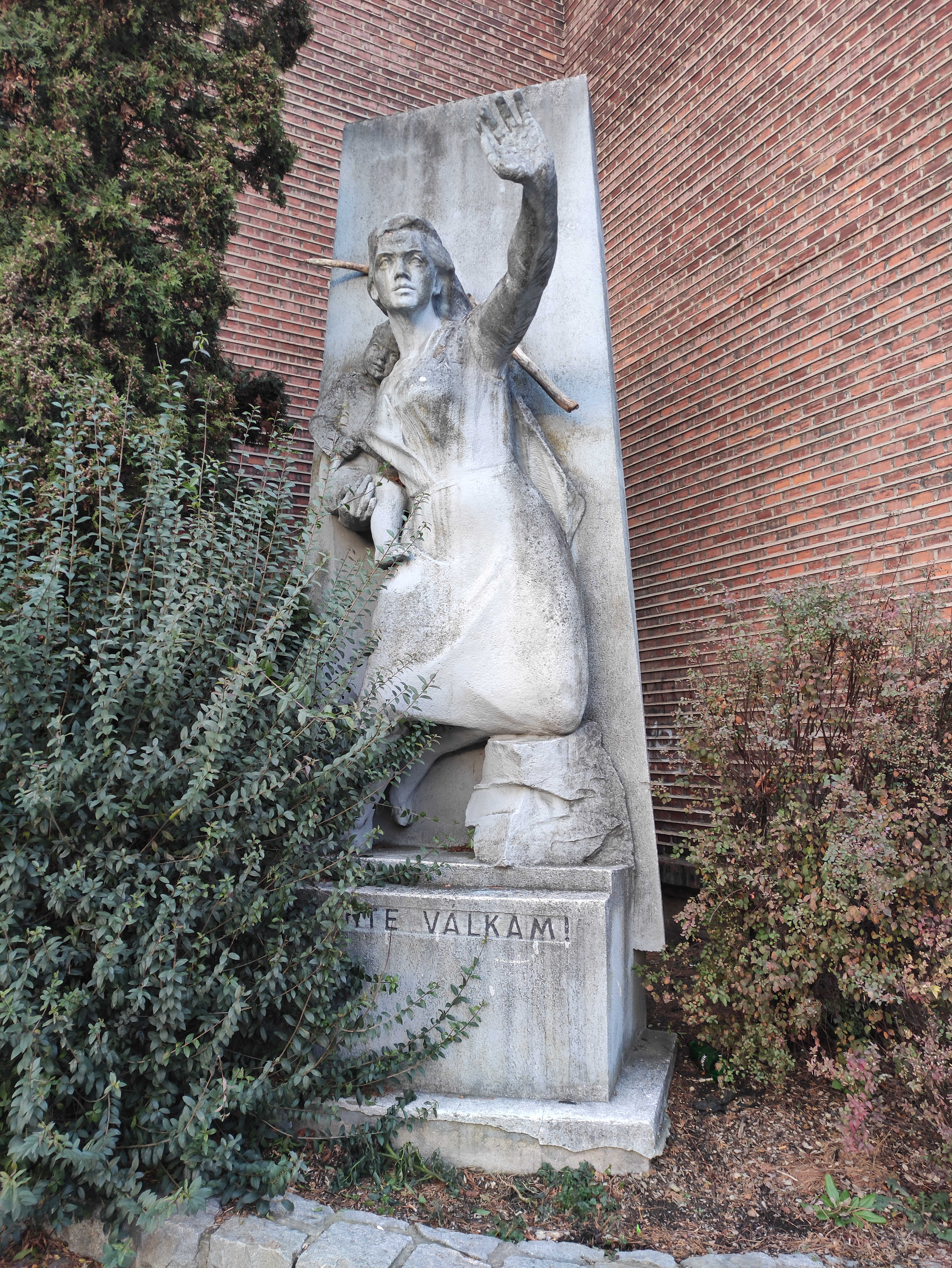
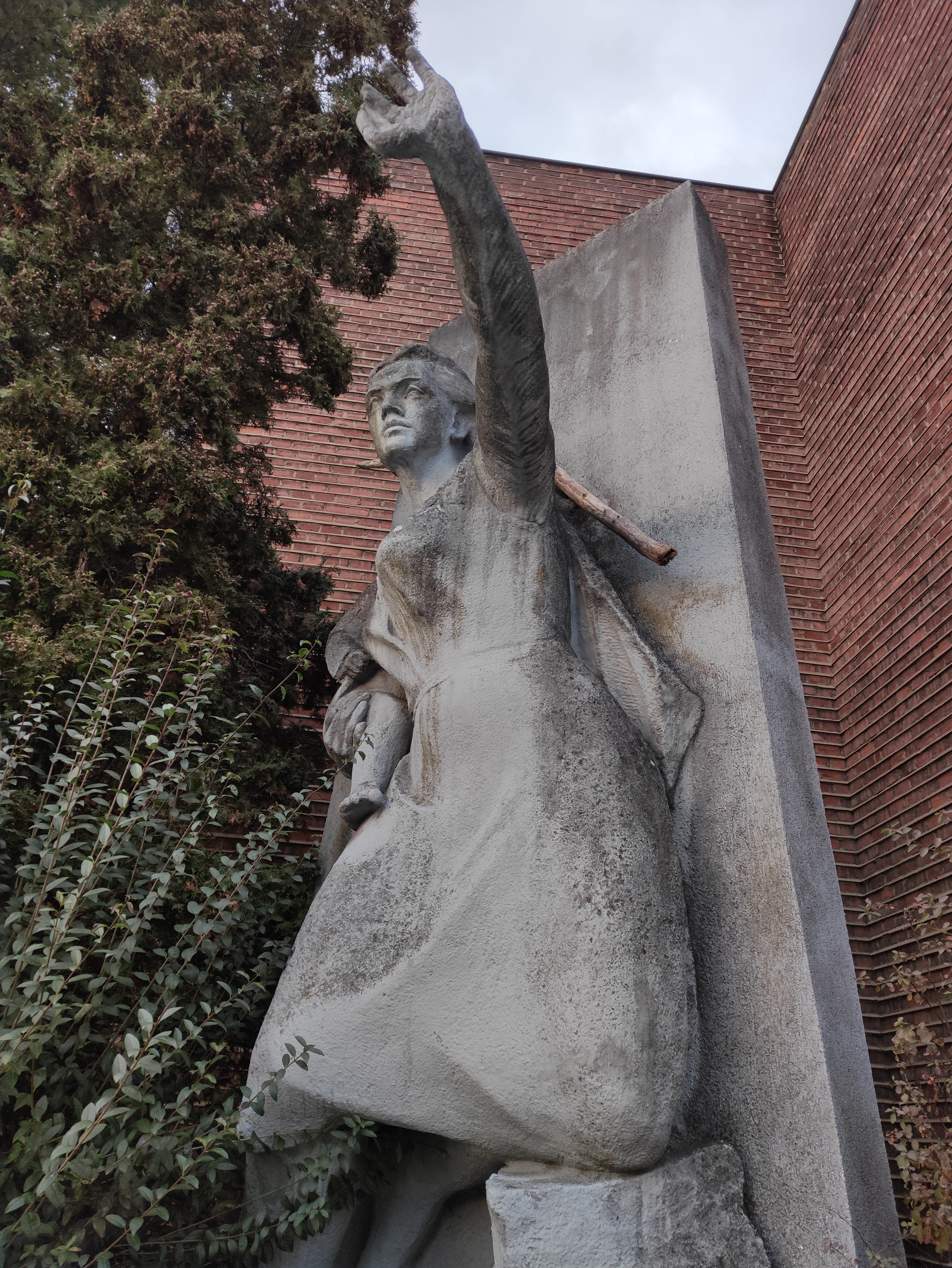